# Ołeksandr Filippow
Ołeksandr Ołeksandrowycz Filippow, ukr. Олександр Олександрович Філіппов (ur. 23 października 1992 w Awdijiwce) – ukraiński piłkarz, grający na pozycji napastnika.

## Kariera piłkarska

### Kariera klubowa
Wychowanek Szkoły Rezerw Olimpijskich w Doniecku, barwy której bronił w juniorskich mistrzostwach Ukrainy (DJuFL). Karierę piłkarską rozpoczął 10 lipca 2011 w składzie młodzieżowej drużyny Arsenału Kijów. W lutym 2014 został piłkarzem Illicziwca Mariupol. W marcu 2015 zasilił skład klubu NPHU-Makijiwwuhilla Makiejewka. W lipcu 2015 przeszedł do Awanhardu Kramatorsk. 5 lipca 2016 podpisał kontrakt z Desną Czernihów.

### Kariera reprezentacyjna
W latach 2012–2013 występował w młodzieżowej reprezentacji Ukrainy.

## Sukcesy i odznaczenia

### Sukcesy klubowe
Desna Czernihów
- wicemistrz Ukraińskiej Pierwszej Ligi: 2016/17
- brązowy medalista Ukraińskiej Pierwszej Ligi: 2017/18